# Diocesi di Providence
La diocesi di Providence (in latino Dioecesis Providentiensis) è una sede della Chiesa cattolica negli Stati Uniti d'America suffraganea dell'arcidiocesi di Hartford. Nel 2023 contava 648.140 battezzati su 1.098.590 abitanti. È retta dal vescovo Bruce Alan Lewandowski, C.SS.R.

## Territorio

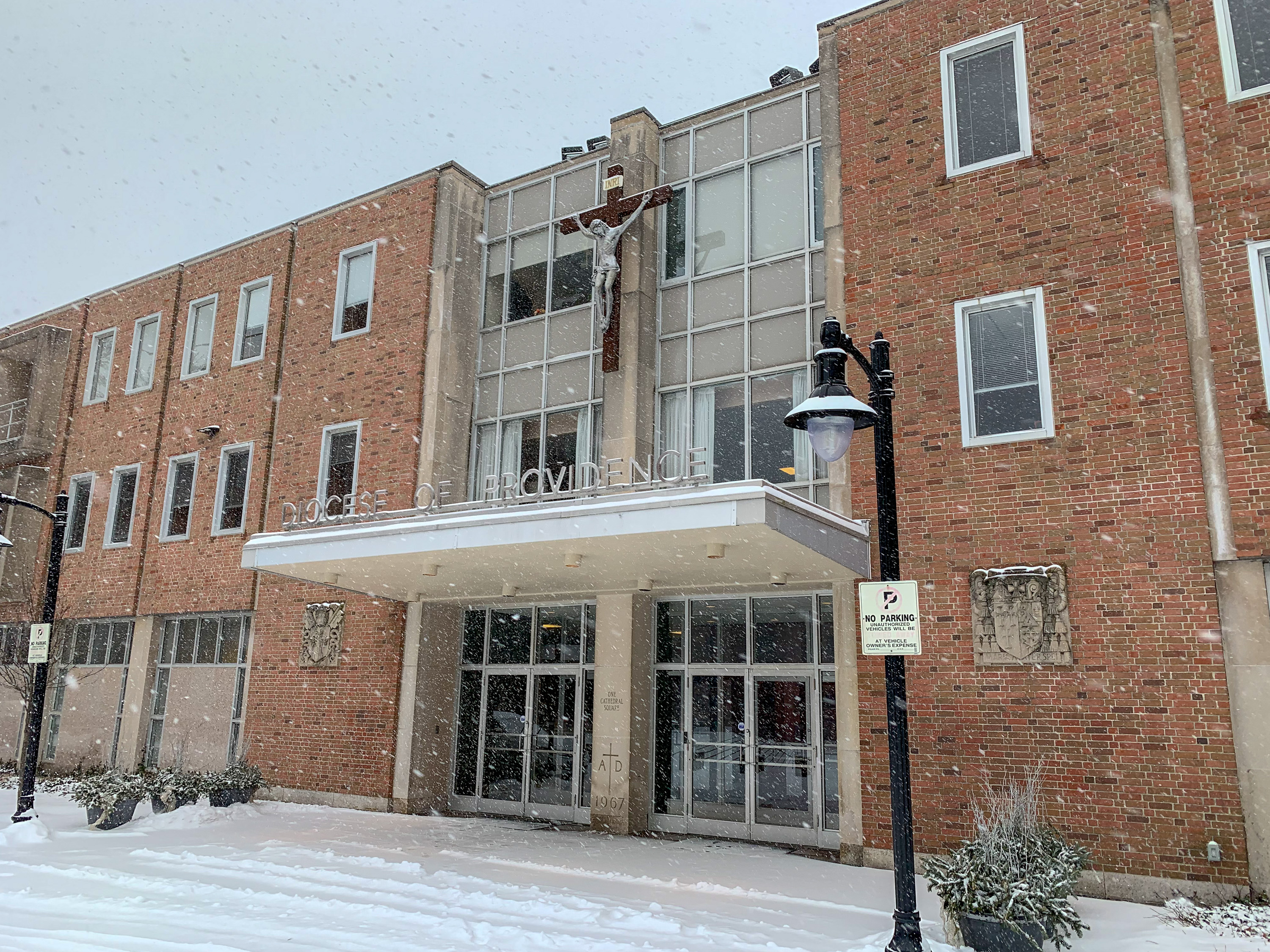
La curia vescovile di Providence.

La diocesi comprende il territorio dello Stato di Rhode Island negli Stati Uniti d'America.
Sede vescovile è la città di Providence, dove si trova cattedrale dei Santi Pietro e Paolo (Saints Peter and Paul).
Il territorio si estende su 3.143 km² ed è suddiviso in 121 parrocchie.

## Storia
La diocesi è stata eretta il 16 febbraio 1872 con il breve Quod catholico nomini di papa Pio IX, ricavandone il territorio dalle diocesi di Boston e Hartford (oggi entrambe arcidiocesi).
Il 12 marzo 1904 ha ceduto una porzione del suo territorio a vantaggio dell'erezione della diocesi di Fall River.
La diocesi, che in origine era suffraganea dell'arcidiocesi di New York, il 6 agosto 1953 è entrata a far parte della provincia ecclesiastica di Hartford.

## Cronotassi dei vescovi
Si omettono i periodi di sede vacante non superiori ai 2 anni o non storicamente accertati.
- Thomas Francis Hendricken † (16 febbraio 1872 - 11 giugno 1886 deceduto)
- Matthew A. Harkins † (11 febbraio 1887 - 25 maggio 1921 deceduto)
- William Augustine Hickey † (25 maggio 1921 succeduto - 4 ottobre 1933 deceduto)
- Francis Patrick Keough † (10 febbraio 1934 - 29 novembre 1947 nominato arcivescovo di Baltimora)
- Russell Joseph McVinney † (29 maggio 1948 - 10 agosto 1971 deceduto)
- Louis Edward Gelineau † (6 dicembre 1971 - 11 giugno 1997 dimesso)
- Robert Edward Mulvee † (11 giugno 1997 succeduto - 31 marzo 2005 ritirato)
- Thomas Joseph Tobin (31 marzo 2005 - 1º maggio 2023 ritirato)
- Richard Garth Henning (1º maggio 2023 succeduto - 5 agosto 2024 nominato arcivescovo di Boston)
- Bruce Alan Lewandowski, C.SS.R., dall'8 aprile 2025

## Statistiche
La diocesi nel 2023 su una popolazione di 1.098.590 persone contava 648.140 battezzati, corrispondenti al 59,0% del totale. Providence è una delle diocesi statunitensi in cui la proporzione di cattolici per abitante è più elevata.
| anno | popolazione | popolazione | popolazione | presbiteri | presbiteri | presbiteri | presbiteri                | diaconi | religiosi | religiosi | parrocchie |
| anno | battezzati  | totale      | %           | numero     | secolari   | regolari   | battezzati per presbitero | diaconi | uomini    | donne     | parrocchie |
| ---- | ----------- | ----------- | ----------- | ---------- | ---------- | ---------- | ------------------------- | ------- | --------- | --------- | ---------- |
| 1950 | 431.240     | 786.850     | 54,8        | 524        | 338        | 186        | 822                       |         | 361       | 1.824     | 133        |
| 1966 | 548.141     | 859.488     | 63,8        | 617        | 410        | 207        | 888                       |         | 406       | 2.058     | 156        |
| 1970 | 587.685     | 892.709     | 65,8        | 602        | 383        | 219        | 976                       |         | 479       | 1.513     | 154        |
| 1976 | 602.467     | 927.000     | 65,0        | 501        | 309        | 192        | 1.202                     |         | 368       | 1.318     | 155        |
| 1980 | 610.000     | 943.000     | 64,7        | 563        | 384        | 179        | 1.083                     | 63      | 352       | 1.256     | 156        |
| 1990 | 631.223     | 1.004.100   | 62,9        | 472        | 331        | 141        | 1.337                     | 71      | 286       | 953       | 159        |
| 1999 | 629.891     | 987.429     | 63,8        | 458        | 308        | 150        | 1.375                     | 92      | 124       | 769       | 158        |
| 2000 | 635.590     | 987.429     | 64,4        | 439        | 306        | 133        | 1.447                     | 96      | 266       | 688       | 157        |
| 2001 | 623.752     | 1.048.319   | 59,5        | 408        | 292        | 116        | 1.528                     | 96      | 238       | 682       | 157        |
| 2002 | 639.962     | 1.048.319   | 61,0        | 429        | 304        | 125        | 1.491                     | 96      | 254       | 655       | 157        |
| 2003 | 649.188     | 1.063.200   | 61,1        | 407        | 281        | 126        | 1.595                     | 107     | 241       | 654       | 157        |
| 2004 | 679.275     | 1.069.725   | 63,5        | 400        | 279        | 121        | 1.698                     | 108     | 195       | 605       | 152        |
| 2013 | 677.000     | 1.130.000   | 59,9        | 349        | 253        | 96         | 1.939                     | 97      | 170       | 390       | 142        |
| 2016 | 691.848     | 1.154.086   | 59,9        | 320        | 247        | 73         | 2.162                     | 91      | 140       | 357       | 141        |
| 2019 | 623.815     | 1.057.315   | 59,0        | 304        | 229        | 75         | 2.052                     | 96      | 137       | 352       | 133        |
| 2021 | 627.000     | 1.062.750   | 59,0        | 292        | 217        | 75         | 2.147                     | 99      | 136       | 337       | 130        |
| 2023 | 648.140     | 1.098.590   | 59,0        | 274        | 192        | 82         | 2.365                     | 87      | 131       | 331       | 121        |